# Tatra T6

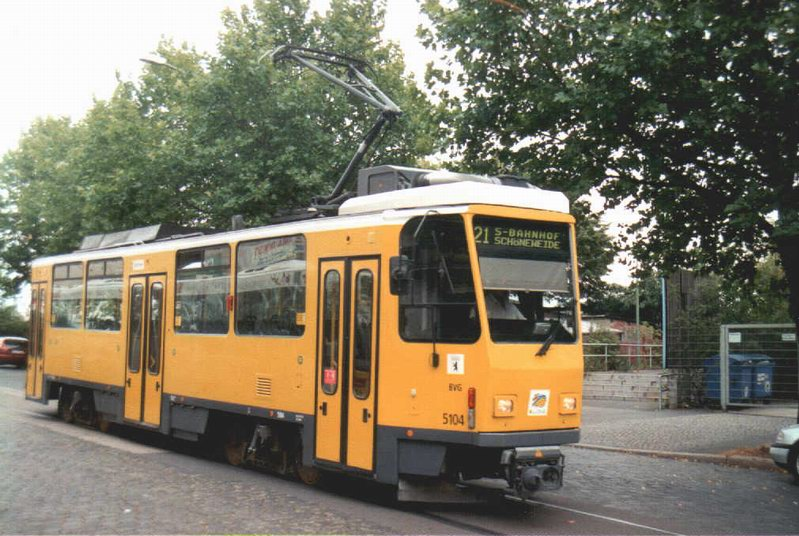
Berlínská modernizovaná tramvaj T6A2D

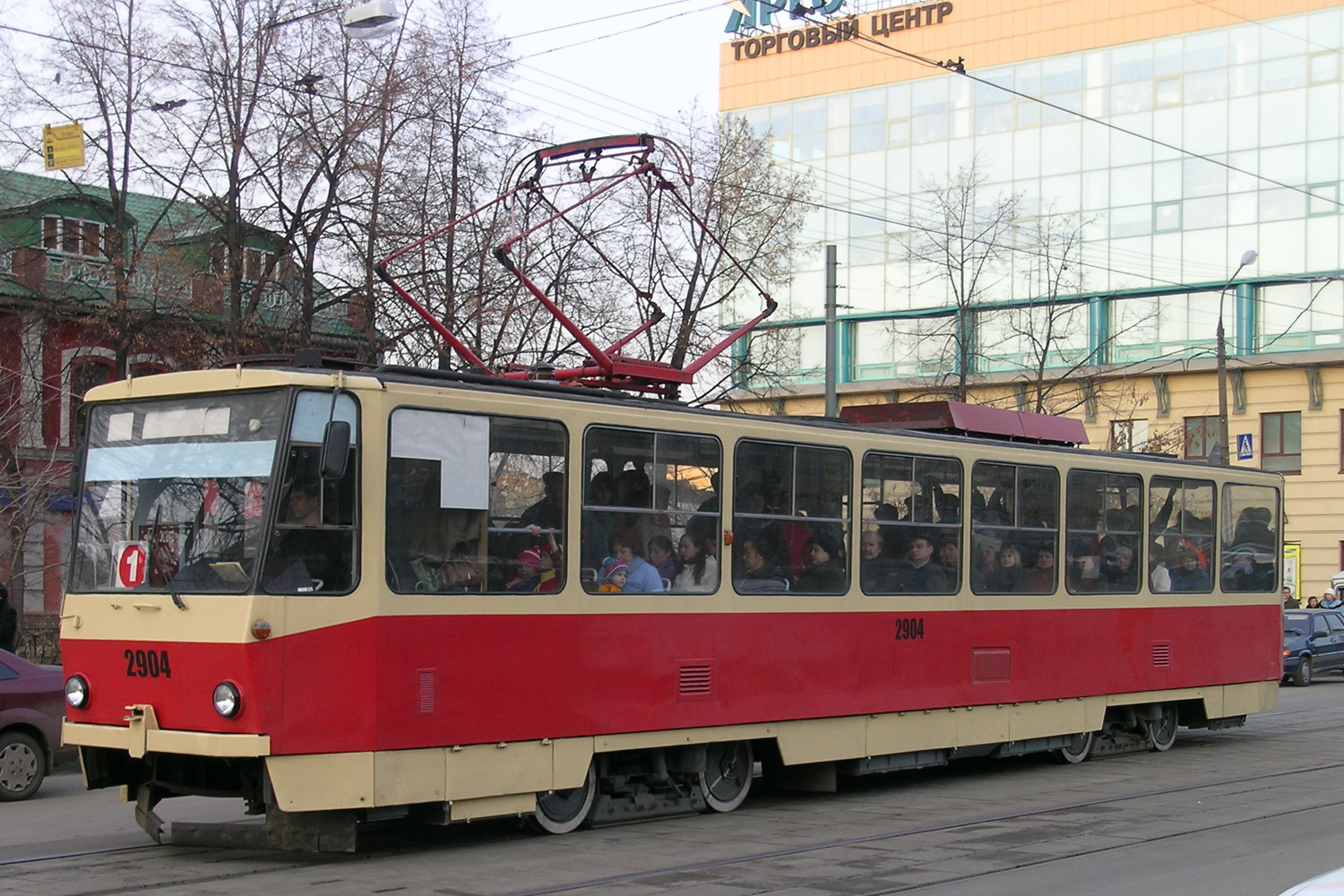
Tramvaj T6B5SU v Nižním Novgorodě

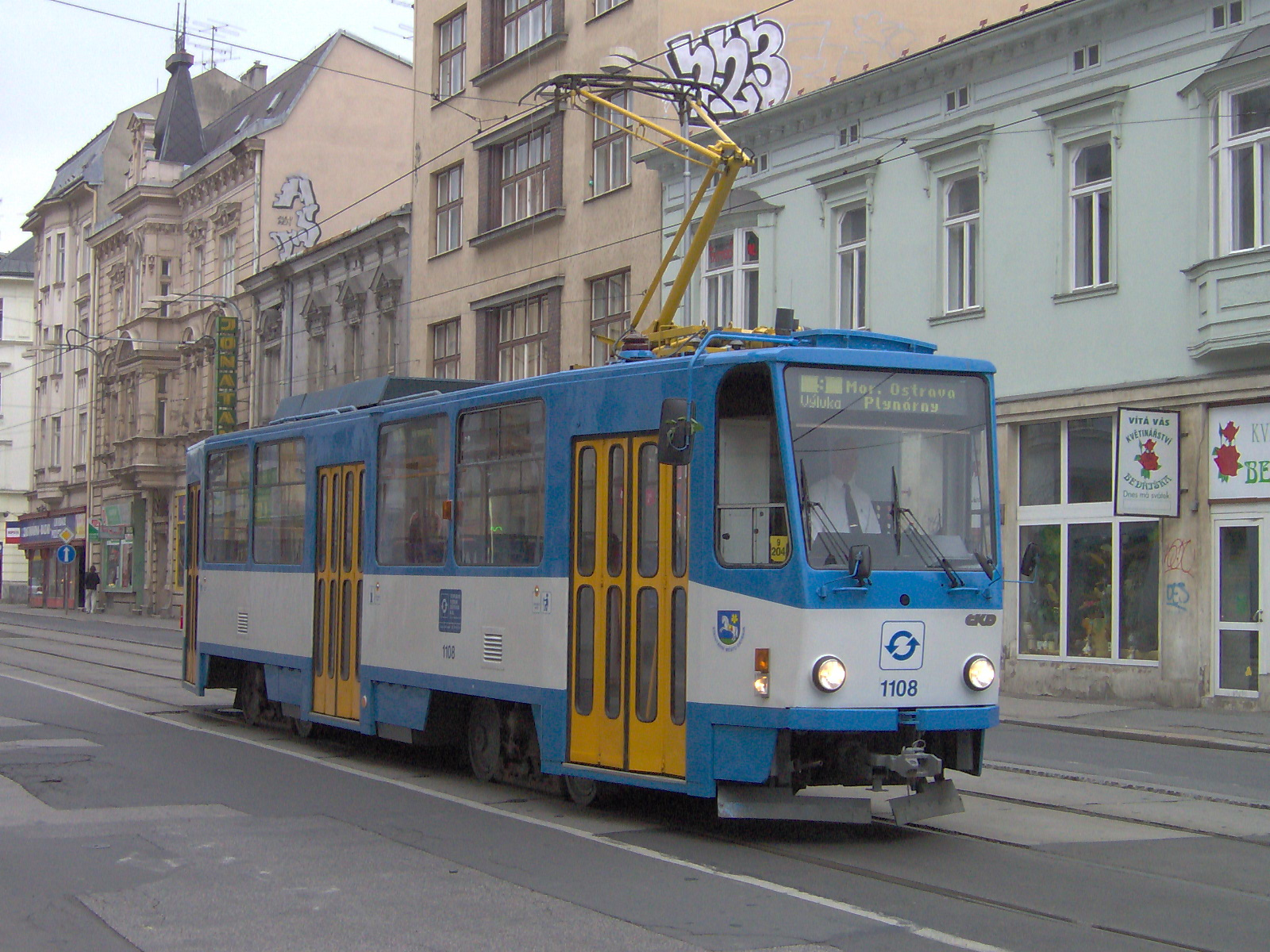
Vůz typu T6A5 v Ostravě

Tatra T6 je šestou generací tramvají založených na americké koncepci PCC, které byly v Československu vyráběny podnikem ČKD Tatra.

## Konstrukce
Všechny vyrobené varianty jsou standardní čtyřnápravové jednosměrné motorové vozy, které vychází z předchozího typu T5 (respektive jeho od něj odvozených podtypů), jenž také ovlivnil design tramvají T6. Vozy T6 byly vyráběny od první poloviny 80. let do konce 90. let 20. století.

## Varianty
Na rozdíl od předchozího typu T5, u něhož byl na začátku 70. let vyroben vůz označený jako T5 a od této tramvaje byly odvozeny další varianty, nebylo vozidlo označené pouze jako T6 nikdy vyrobeno. Byl to důsledek nového systému označování tramvají vyráběných v ČKD, které bylo zavedeno právě v první polovině 70. let 20. století.
Varianty vozu T6 tvořily tramvaje Tatra T6B5 (standardní vozy určené především pro Sovětský svaz), Tatra T6A2 (varianta s užší karoserií, dodávána hlavně do NDR), Tatra T6A5 (vozy dodávané do Československa) a Tatra T6C5 (obousměrná varianta).